# گمینا لیپوویتس کوشچیلنه
گمینا لیپوویتس کوشچیلنه (به لهستانی:  Gmina Lipowiec Kościelny) یک گمینا در لهستان است که در شهرستان مواوا واقع شده‌است. گمینا لیپوویتس کوشچیلنه ۱۱۴٫۲۱ کیلومتر مربع مساحت و ۴٬۹۲۸ نفر جمعیت دارد.